# Samt-Rose

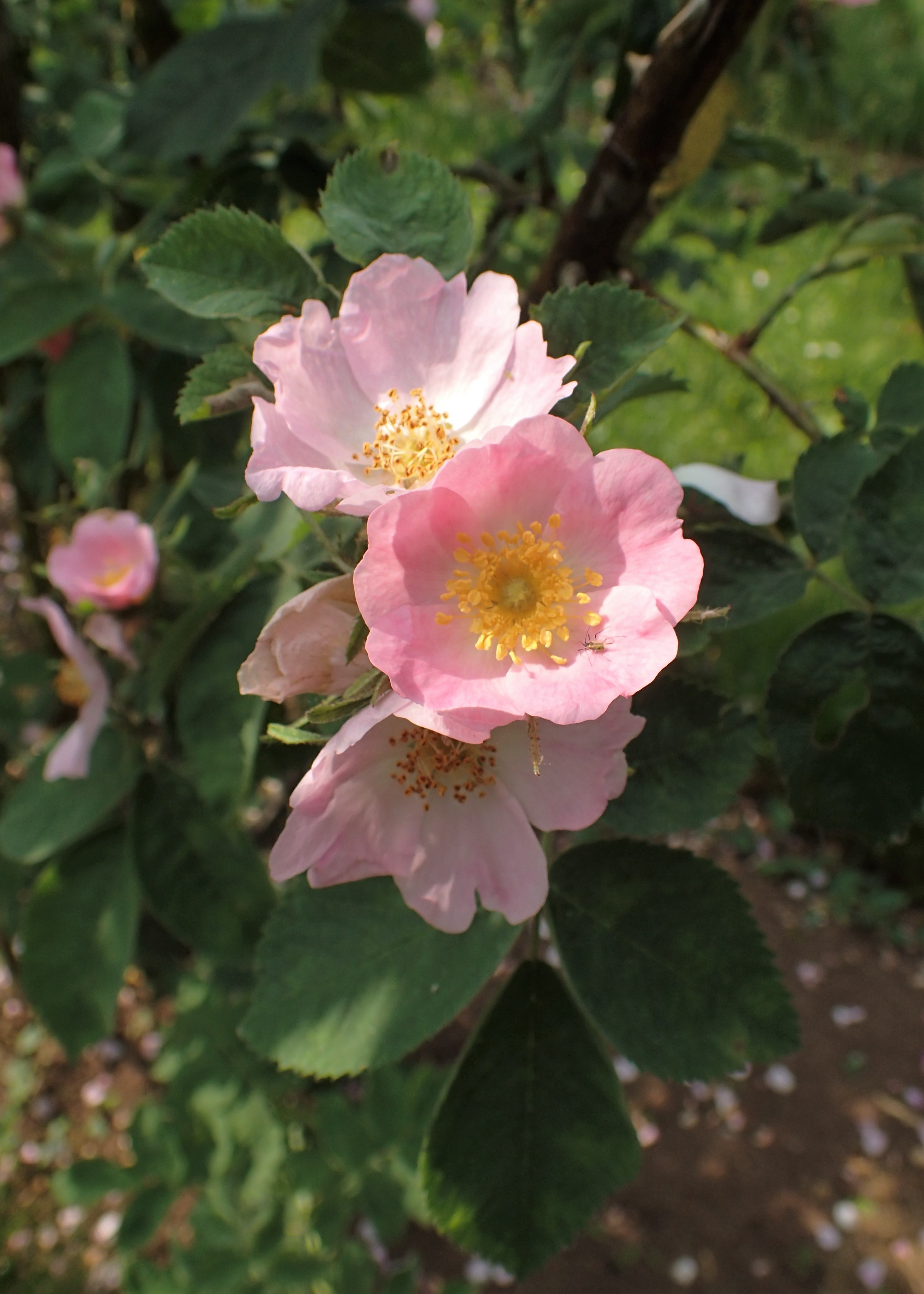
Blüten der Samtrose (Rosa sherardii) im Rosarium Sangerhausen

Die Samt-Rose (Rosa sherardii), auch Sherard-Rose oder Sammet-Rose genannt, ist eine Pflanzenart aus der Gattung Rosen (Rosa) innerhalb der Familie der Rosengewächse (Rosaceae).

## Beschreibung
Die Samt-Rose wächst als reich verzweigter, kurzastiger Strauch, der Wuchshöhen von bis zu 2 Metern erreicht. Die Rinde der jungen Zweige ist bereift. Die Stacheln sind gerade oder gebogen. 
Die wechselständig angeordneten Laubblätter sind in Blattstiel und Blattspreite gegliedert. Die Blattspreite ist unpaarig gefiedert mit selten drei, meist fünf oder sieben Fiederblättchen. Die Blattspindel ist filzig behaart. Die Fiederblättchen sind elliptisch bis breit eiförmig, doppelt gezähnt, matt graugrün, beiderseits dicht behaart und unterseits drüsig.
Mehrere Blüten stehen in Trugdolde zusammen. Die zwittrigen Blüten sind bei einem Durchmesser von 3 bis 5 Zentimetern radiärsymmetrisch und fünfzählig mit doppelter Blütenhülle. Die fünf Kelchblätter sind spärlich gefiedert, dicht drüsig behaart, nach der Anthese aufrecht und noch auf der reifen Hagebutte erhalten. Die fünf Kronblätter sind lebhaft rosarot mit heller Mitte. Die Griffel sind kurz und frei. Die Narben sind weißwollig behaart. 
Die Blütezeit reicht von Juni bis Juli.
Die bei Reife roten Hagebutten sind ei- bis kreiselförmig, 1,2 bis 2 cm dick und drüsenborstig.
Die Chromosomenzahl beträgt 2n = 28, 35 oder 42.

## Vorkommen
Die Samt-Rose kommt in Europa vor (mit Ausnahme der Apeninnenhalbinsel). Es gibt Fundorte in Deutschland, in der Schweiz, im Vereinigten Königreich, in Irland, Dänemark, Schweden, Finnland, Russland, Polen, in der früheren Tschechoslowakei, im früheren Jugoslawien, in Bulgarien, Spanien sowie Frankreich.
Die Samt-Rose ist basenhold, d. h., sie bevorzugt basische Böden. Sie besiedelt trockene Felsgebüsche, Waldränder, Hecken, Straßen und Wegränder und Graudünen. Sie ist in Mitteleuropa eine Charakterart des Corylo-Rosetum vosagiacae aus dem Verband Berberidion.

## Systematik
Die Erstveröffentlichung von Rosa sherardii erfolgte durch Hugh Davies. Synonyme für Rosa sherardii Davies sind: Rosa omissa Déségl., Rosa pomifera subsp. omissa Parmentier, Rosa tomentosa subsp. omissa (Déségl.) Rouy, Rosa tomentosa subsp. sherardii (Davies) A.Pedersen. 
Rosa sherardii gehört zur Untersektion Vestitae (auch Filzrosen genannt) aus der Sektion Caninae in der Untergattung Rosa innerhalb der Gattung Rosa. Nah verwandte europäische Arten aus der Untersektion Filzrosen (Vestitae) sind Weiche Rose (Rosa mollis) und Apfel-Rose (Rosa villosa).